# Американский шэд

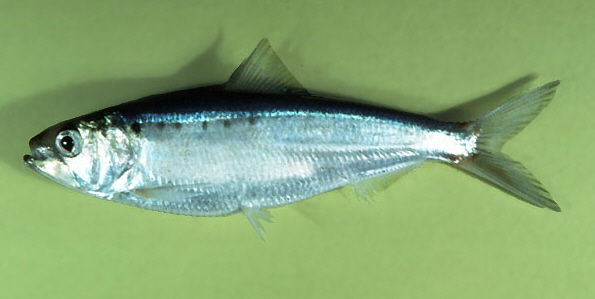

Американский шэд или шэд  (лат. Alosa sapidissima) — анадромный вид лучепёрых рыб семейства сельдевых.

## Описание
Максимальная длина тела 76 см. Достигает массы 6 кг.
Тело вытянутое, сжатое с боков. На брюхе имеется хорошо выраженный киль (до брюшных плавников 19—24 килеватых чешуи, 12—19 килеватых чешуй за брюшными плавниками). Голова небольшая; рот средний, верхняя челюсть протягивается до вертикали заднего края глаза. Глаза средние, хорошо развито жировое веко. Спинной плавник короткий с 15—20 мягкими лучами. В анальном плавнике 18—25 мягких лучей. Хвостовой плавник сильно выемчатый.
Характерная черта внешнего строения — две удлинённые крыловидные чешуи у основания хвостового плавника с каждой стороны тела.
Верхняя сторона тела и голова зеленоватые или тёмно-синие. Боковая сторона тела и брюхо серебристо-белые. За жаберной крышкой на каждой стороне тела тёмное пятно, за которым видны несколько мелких тёмных пятен.

## Распространение
Традиционным местом обитания данного вида сельди являются воды атлантического побережья Америки от Ньюфаундленда до Флориды. В 1871—1880 годах партии развивающейся икры перевезли на западное побережье Америки (первых мальков выпустили в Калифорнии в реку Сакраменто), и была успешно акклиматизирована в тихоокеанских водах США и Канады (в реках Британской Колумбии она появилась в 1891 году, а в заливе Аляска — в 1904 году), где стала промысловым объектом. В настоящее время распространена от Южной Калифорнии до залива Кука и острова Кадьяк на Аляске, но наиболее многочисленна в водах Орегона, Вашингтона и Британской Колумбии.

## Размножение
Шэд — проходная сельдь, неоднократно на протяжении жизни заходящая на нерест в реки. В реки тихоокеанского побережья Северной Америки заходит и мечет икру весной, в основном в марте — мае.
Нерестовый ход в реки начинается при температуре воды от 4 до 10 °С. Самки мечут икру на песчаном или галечном мелководье после заката и до полуночи при температуре воды выше 10 °С (обычно 12—20 °С) в низовьях, и в верховьях рек. В некоторых реках шэды поднимаются вверх по течению на расстояние свыше 700 км. Плодовитость самок колеблется от 30 до 600 тыс. икринок и более. В южной части ареала после нереста рыбы в основном погибают, в северных районах они возвращаются в океан, нагуливаются и на следующий год снова идут в реки на нерест.
Икра пелагическая, диаметр 2,5—3,5 мм. При температуре 11 — 15 °С личинки длиной 5,7—10 мм выклёвываются через 8—12 дней. Молодь остается в реке до осени, а достигнув длины 4—11 см скатывается в море.
Длина шэдов достигает 76 см, масса 6 кг. В первый год жизни рыбы вырастают до 7,5—15,5 см; на 2-й — в среднем они достигают 23 см; в 3-й — 30 см; в 5-й — 45,7—48,3 см. Продолжительность жизни оценивается в 12—13лет. Первый нерест происходит в возрасте 4 года. Рацион американского шэда состоит из зоопланктона, в море эти рыбы питаются в основном копеподами, мизидами и эвфаузидами, иногда мелкими рыбами, в реках — личинками насекомых (хирономидами).

## Хозяйственное значение
Ценная промысловая рыба. Мясо употребляют в жареном и солёном виде. Мировой вылов шэда (тыс. тонн): 1990 г. — 2,2; 1994 г. — 1,2; 1995 г. — 1,3; 1996 г. — 1,9; 1997 г. — 1,5; 1998 г. — 2,1; 1999 г. — 1,3; 2000 г. — 1,3. Наибольшая часть общего вылова приходится на долю США. Этот вид промышляют различными сетями, он является объектом спортивного рыболовства. Попадается в виде прилова при промысле хека и сельди. Международный союз охраны природы присвоил виду охранный статус «Вызывающий наименьшие опасения».